# Lipeglav
Lipeglav je kratka pripovdka, ki je izšla v zbirki zgodb Zgodbe o Štrpedu iz Materskega podolja, Podgorskega Krasa in Čičarije. Po pripovedovanju jih je zbral in zapisal Pavel Medvešček, grafik, slikar, oblikovalec, publicist in zbiralec ljudske dediščine.
Pripovedko Lipeglav je zapisal po pripovedovanju Ane Kocjan leta 1971.

## O pripovedki
Pripovedka se bile zapisana leta 1971, ko se je Pavel Medvešček zaposlil na Zavodu za spominsko varstvo Gorica, kjer je dokumenitral ljudsko arhitekturo na območju sedmih severnoprimorskih občin. Tako ga je pot zanesla tudi na območje Matarskega podolja, Podgorskega Krasa in Čičarije, kjer so prebivalci pripovedovali o Štrpedu.

## Vsebina
Pripovedka govori o fantu po imenu Lipeglav, ki je bil brez staršev. Živel je pri nekem gospodarju, kjer je moral pridno delati. Zanj ni bilo prostora v hiši, zato je noč prebil v štali, listnjaku ali na skednju. Vse svoje imetje je imel vedno na sebi. Kamor koli je šel, pa ga je spremljal zvesti prijatelj, enooki pes.
Ob zimskih večerih so se ob ognjišču pripovedovale vse mogoče zgodbe. Tako je Lipeglavu nekega večera na uho prišla zgodba, kako je njegov oče, ko se je vrnil iz vojne, ob pečini v Padečih, zakopal zlati zaklad. Kmalu zatem pa je umrl, zaklad so sicer iskali, a zaman.
O njem je od takrat naprej Lipeglav velikokrat sanjal. Nekega božičnega večera ga je zbudil ropot, pred seboj je zagledal Štrpeda. Povedal mu je, da ve, kam je oče zakopal zaklad, in naj mu sledi.
Naslednji dan je Lipeglav prišel v mesto napravljen kot pravi mladenič. Med reveže je razdelil nekaj zlatnikov, se poslovil od znancev in odšel. Menda v Ameriko, kjer je postal ugleden in bogat mož.

## Kraj in čas dogajanja
Matarsko podolje je Štrpedova dežela. Tako se imenujeta dva hriba v tej suhi kraški dolini in še eno naselje v hrvaški Istri. V osrednjem delu Matarskega podolja leži gručasta vas Markovščica. Na severni strani se dviga Brkinsko hribovje, na jugu pa Slavnik in vrhovi Čičarije. Značilna kraška gmajna je porasla z gostim brinjem, ki včasih zraste v prava drevesa. Polno je vrtač, kotanj in brezen. Po drugi svetovni vojni so bili Brkini še dokaj odmaknjen predel, v katerem pa se je ohranilo veliko starega izročila (ljudje so si krajšali čas s pripovedovanjem pravljic).

## Literarni liki
Lipeglav je bil skromen, ubog deček, brez staršev, garal je pri nekem gospodarju. Vendar sreča ne počiva - Štrped mu je pomagal do očetovega zaklada in dečku omogočil lepše življenje.
Štrped je bil na pogled kakor drugi Štrpedi, le da je on imel sokolje oči in krila. Iz ušes pa so mu rasli jesenovi listi. Ljudem je delal dobro. In v tej pripovedki je Štrped spet izkazal svojo dobroto.

## Zgodbe o Štrpedu in Materskega podolja, Podgorskega Krasa in Čičarije
- Štrpedov rod
- Runjevica
- Turki
- Podgradska grofična
- Nabiralec brinja
- Skandan
- Štrped
- Bosi otroci
- Podganje leto
- Stava
- Medvižicev štrped
- Žito
- Tihotapci
- Bolno dekle
- Kozja pastirica
- Kako je štrped pomagak Johanu